# A Perfect Pairing
A Perfect Pairing ist eine US-amerikanische Liebeskomödie aus dem Jahr 2022 von Stuart McDonald. Die Hauptrollen haben Victoria Justice und Adam Demos inne. Der Film wurde am 19. Mai 2022 weltweit auf dem Video-on-Demand-Portal Netflix veröffentlicht.

## Handlung
Lola Alvarez arbeitet als Weinexpertin für den kalifornischen Weinhandel von Calder. Als ihre Freundin und Kollegin Audra Lolas Idee, die Weine von der Winzerfamilie Vaughn exklusiv in das Programm zu nehmen, stiehlt, kündigt diese kurz entschlossen. Lola gründet ihre eigene Vertriebsfirma und möchte die Importrechte der Vaughn-Weine erwerben.
Sie reist nach Australien, um die Besitzerin Hazel zu treffen und ihr ein Angebot zu unterbreiten. Als sie auf dem Anwesen eintrifft, begegnet sie Max Vaughn, von dem sie nicht weiß, dass er der Bruder von Hazel ist. Als sie bei Hazel nicht weiterkommt, entscheidet sie kurzfristig als Farmarbeiterin anzufangen, um weiterhin in Max’ und Hazels Nähe zu sein. Lola lernt das wahre Leben auf einer Farm kennen. Mit der Zeit kommt sie Max näher und verliebt sich in ihn. Als sie erfährt, wer er in Wirklichkeit ist, ist sie von ihm enttäuscht und möchte schnellstmöglich die Farm verlassen.
Audra bekommt durch Zufall mit, dass Lola in Australien ist. Sie und ihr Chef Calder reisen ebenfalls dorthin, um Hazel ein Angebot zu unterbreiten. Diese nimmt dies an, sehr zum Missfall ihres Bruders. Max möchte seit dem Tod der Mutter nichts mehr mit dem Weinhandel zu tun haben, ändert jedoch seine Meinung, nachdem er Lola begegnet ist. Auch Audra erkennt, dass es Calder nur um das Geld geht und er Weine gar nicht schätzt. Sie kündigt und fängt bei Lola an.
Einige Monate später erfahren Lola und Audra, dass Hazel den Vertrag mit Calder aufgelöst hat. Bei einer Auktion trifft Lola auf Max wieder, der ihr den Auftrag für den Import gibt. Außerdem versöhnen sich die beiden und kommen zusammen.

## Hintergrund
Im August 2021 wurde die Liebeskomödie mit Victoria Justice und Adam Demos in den Hauptrollen angekündigt. Gedreht wurde im Herbst 2021 in Queensland, Australien, unter anderem beim Numinbah Valley und an der Gold Coast.
Der Trailer zum Film erschien am 21. April 2022. Am Startwochenende wurde der Film über 33 Millionen Stunden auf Netflix gesehen. In der zweiten Woche nach der Veröffentlichung, war A Perfect Pairing der erfolgreichste Netflix-Film der Woche.

## Synchronisation
Die deutschsprachige Synchronisation entsteht unter dem Dialogbuch von Luisa Buresch und der Dialogregie von Navid Abri durch die Interopa Film in Berlin.
| Schauspieler       | Rollenname     | Synchronsprecher        |
| ------------------ | -------------- | ----------------------- |
| Victoria Justice   | Lola Alvarez   | Franziska Trunte        |
| Adam Demos         | Max Vaughn     | Jaron Löwenberg         |
| Samantha Tolj      | Hazel Walsh    | Svantje Wascher         |
| Lucy Durack        | Audra          | Sarah Alles             |
| Craig Horner       | Calder         | Martin Kautz            |
| Antonio Álvarez    | Carlos Alvarez | Matti Klemm             |
| Jayden Popik       | Henry          | Tobias John von Freyend |
| Luca Asta Sardelis | Breeze         | Marie Hinze             |
| Natalie Abbott     | Kylie          | Betty Förster           |
| Emily Havea        | Sam            | Runa Aléon              |

## Kritik
Das Lexikon des internationalen Films vergibt einen von fünf Sternen und bemängelt, dass der Film seine „an den Haaren herbei gezerrte Handlung durch keinerlei originelle Gags aufwertet und als Liebesfilm hoffnungsvoll formelhaft bleibt.“
Auf Rotten Tomatoes erhielt der Film einen Tomatometer von 56 %.